# ليك بليستانت (نيويورك)
ليك بليستانت (بالإنجليزية: Lake Pleasant, New York)‏ هي بلدة أمريكية تقع في الولايات المتحدة في مقاطعة هاميلتون، نيويورك. يقدر عدد سكانها بـ 781 نسمة ومساحتها 512.8 كم2 وترتفع عن سطح البحر 558 متر.